# Bulgariska socialistpartiet
Bulgariska socialistpartiet (bulgariska:Българска социалистическа партия) (BSP eller БСП) är ett politiskt parti i Bulgarien och efterträdare till Bulgariens kommunistiska parti. Det bildades 1990 i det postkommunistiska Bulgarien efter att kommunistpartiet beslutat att överge marxism-leninismen. BSP är medlem av Socialistinternationalen. Dess nuvarande ordförande är Korneliya Ninova.
I parlamentsvalen i Bulgarien 2001 ingick BSP i alliansen Koalition för Bulgarien, som då fick 48 av 240 mandat i Nationalförsamlingen (Narodno Sabranie) med 17,1 procent av rösterna. Den nuvarande bulgariska presidenten Georgi Parvanov var medlem och ordförande för partiet. I parlamentsvalet den 25 juni 2005 fick koalitionen 33,98 procent av rösterna och 82 av 240 parlamentsplatser. Partiet var det största regeringspartiet fram till Bulgariens val i den 5 juli 2009, då regeringskoalitionen förlorade makten.
Partiet är medlem av Europeiska socialdemokratiska partiet.
I det bulgariska presidentvalet 2016 vann den BSP-stödda kandidaten Rumen Radev.

## Ordförande
- Alexander Lilov (1990-1991)
- Zjan Videnov (1991-1996)
- Georgi Parvanov (1996-2001)
- Sergej Stanisjev (2001-2014)
- Mihail Mikov (2014-2016)
- Korneliya Ninova (2016-)[2]